# BEND3
BEND3 (первоначально известный как KIAA1553) — белок, содержащий четыре домена BEN, который, связывается с ДНК избирательным для последовательности и наличия метилирования ДНК образом — исключительно на участках с промоторами генов и вызывающий гетерохроматинизацию хроматина Связывание BEND3 со специфическим генным локусом, в частности с геном рибосомальной ДНК в ядрышке приводит к репрессии транскрипции, вероятно, за счет изменения структуры хроматина, а также стабильной ассоциации комплекса PRC2 с двухвалентными генами.
BEND3 является SUMOилированным белком, и эта модификация важна для его репрессивной функции, но не для его ассоциации с хроматином.
Гиперэкспрессия BEND3 вызывает конденсацию хроматина и остановку клеточного цикла.
Многие гены, репрессированные BEND3, способствуют дифференцировке клеток. Связывание BEND3 с этими генами блокирует их экспрессию и  поддерживая плюрипотентный статус клеток, подобный стволовым клеткам предотвращает преждевременный переход клеток в дифференцированное состояние, что необходимо для нормального развития. Связывание BEND3 с промоторами факторов, ассоциированных с дифференцировкой и ключевых генов регуляторов клеточного цикла, таких как CDKN1A, кодирующий ингибитор клеточного цикла - белок p21 необходимо для тонкой настройки экспрессии этих генов, путём повышения на них  уровня эпигенетической метки H3K27me3 на коровом гистоне H3 нуклеосомы, что приводит к ограничению синтеза РНК РНК-полимеразой II.
Локус rs1627804 в интроне BEND3 по данным GWAS (genome-wide association study) входит в число 25 локусов долголетия, статистически достоверно способствуя достижению высокой продолжительности жизни.